# Wegekreuz Vürfels

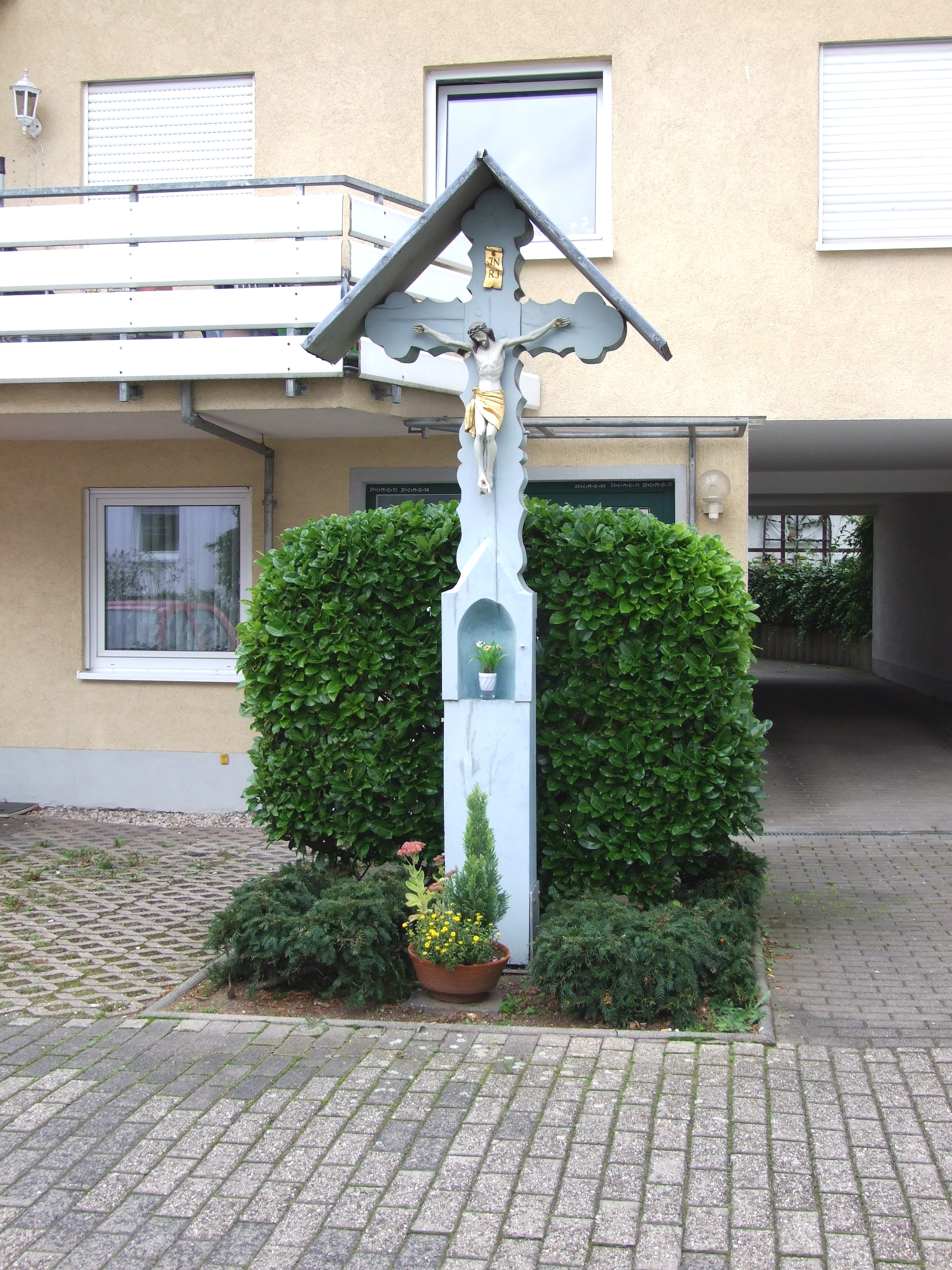
Gesamtansicht (2014)

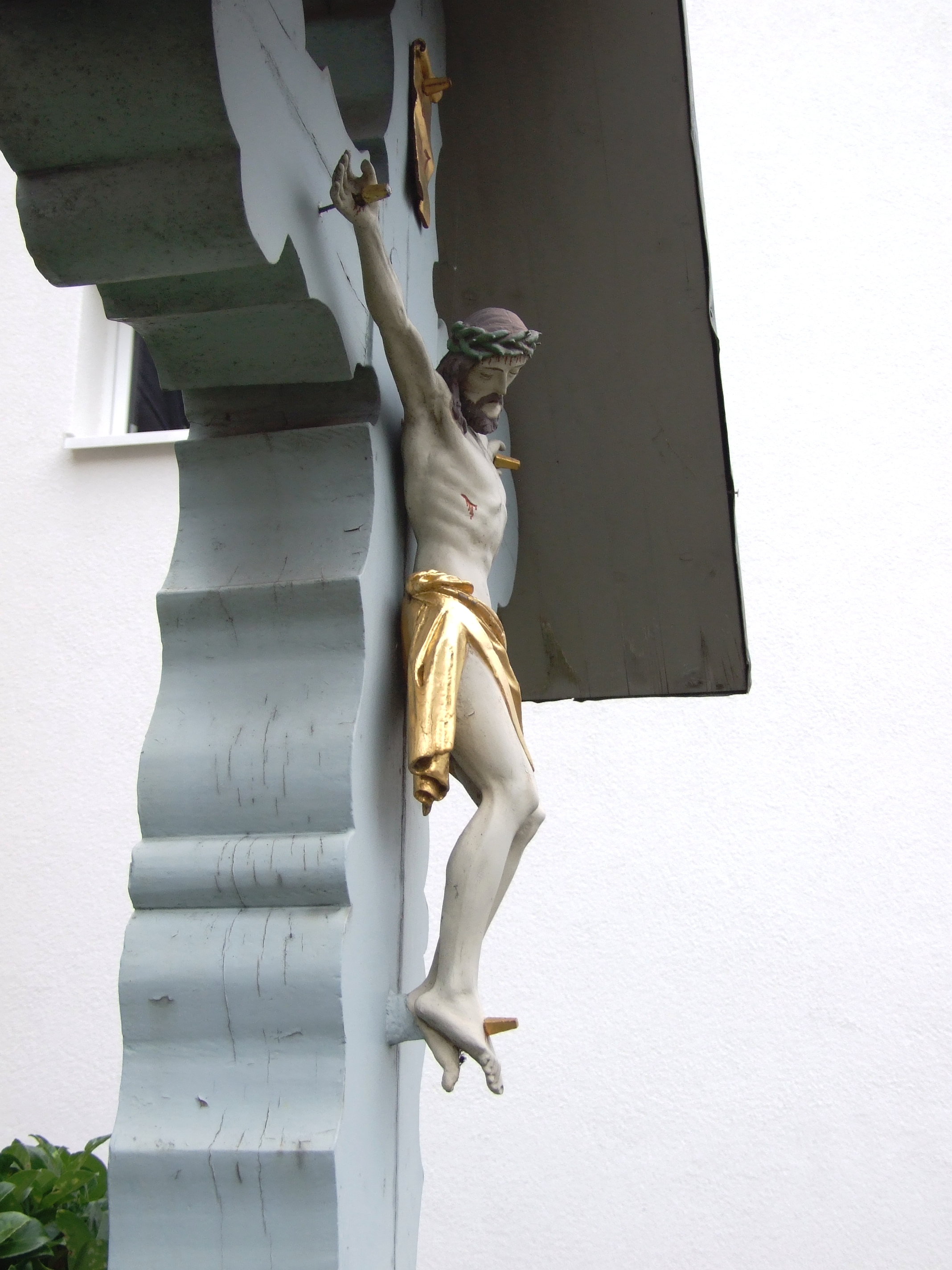
Detail (2014)

Das Wegekreuz in Refrath, einem Stadtteil von Bergisch Gladbach, ist ein unter Denkmalschutz stehendes Baudenkmal. Es steht vor dem Haus Vürfels 76. Noch in den 1930er Jahren wurde das Kreuz auch während der Fronleichnamsprozession geschmückt und benutzt.:148

## Beschreibung
Der Stifter des nach der Tradierung der Mitte des 19. Jahrhunderts entstammende Prozessionskreuz ist bislang unbekannt. Auch zum Zeitpunkt der unter Schutzstellung (1985) war noch davon ausgegangen worden, dass es sich bei dem Kreuz um ein solches aus Stein handele. Im Zuge des Abbruchs des angrenzenden Altbaus stand jedoch auch die dauerhafte Entfernung des Kreuzes zur Disposition. Zunächst aus Sicherungsgründen abgebaut, konnte bei der folgenden Restaurierung unter 26 Farbschichten festgestellt werden, dass es sich tatsächlich um ein Holzkreuz handelt.
In der Nacht vom 19. auf den 20. November 2006 wurde von Unbekannten der Korpus abgerissen, wobei dieser zugleich beschädigt wurde. Nach Aufrufen via Zeitung und Schaukästen im Januar 2007 legten der oder die Verursacher das Diebesgut vor einem Hauseingang ab. Nach neuerlicher Restaurierung segnete am 13. April 2007 Pfarrer Kissel das Kreuz.:148 Ursprünglich war seine Schauseite nach Osten ausgerichtet, seit der Neuaufstellung jedoch zur Straße hin.
Die Eintragung des Wegekreuzes in die Denkmalliste der Stadt Bergisch Gladbach erfolgte am 31. Mai 1985 (Denkmal Nr. A 96).